# Hymenops perspicillatus
La viudita picoplata (Hymenops perspicillatus), también denominada pico de plata (en Argentina, Bolivia, Paraguay y Uruguay), viudita pico de plata (en Perú) o run-run (en Chile), es una especie de ave paseriforme perteneciente a la familia Tyrannidae, la única del género monotípico Hymenops. Es nativa del centro sur de Sudamérica.

## Distribución y hábitat
La subespecie nominal nidifica desde el sur de hasta el norte de Argentina, en Uruguay y sur de Brasil, y es considerada un migrante parcial porque las poblaciones del sur de Argentina migran hacia el norte después del período reproductivo hasta Paraguay, norte de Bolivia, centro oeste de Brasil y litoral atlántico de Brasil (llegando hasta Río de Janeiro), inclusive registrada como vagante en el extremo sureste de Perú. La subespecie andinus nidifica en el centro de Chile y sur de Argentina; en los inviernos australes migra a través de la cordillera de los Andes hacia tierras bajas de Argentina.
En Argentina se distribuye en el noroeste de Jujuy, oeste de Salta, Catamarca, Tucumán, sur y centro de Santiago del Estero, sur de Chaco, sur y centro de Corrientes, La Rioja, Córdoba, Santa Fe, Entre Ríos, Mendoza, San Luis, La Pampa, Buenos Aires, Neuquén, Río Negro y Chubut.
Esta especie es considerada bastante común en sus hábitats naturales: los matorrales y pastizales húmedos, cerca del agua, aunque igual pueden vivir en lugares secos, hasta altitudes de 2000 m.

## Descripción
Mide entre 13 y 16 cm de longitud, y los sexos son diferentes. El macho es totalmente negro, con un área blanca en las plumas primarias del ala, más fácil de ver cuando el ave vuela. El pico es blanco amarillento, al igual que un anillo de piel desnuda que rodea los ojos, de iris amarillo. Las patas son negras.
La hembra es menos llamativa, es de color pardo por encima y grisáceo claro por debajo, con rayas oscuras. Las plumas primarias y secundarias del ala son de un color canela rojizo, visible cuando paradas y obvias en vuelo. Posee el mismo anillo descarnado en los ojos que el macho, pero es más pequeño, y el pico es más oscuro. Aves en período no reproductivo tienen el anillo ocular descarnado reducido o hasta inexistente.

## Comportamiento
Usualmente solitaria, se encarama bajo y en el abierto. Produce un sonoro rufar de alas cuando vuela de una percha a otra.

### Alimentación
Desde su percha, desciende hasta el suelo, donde captura insectos en el barro o en el pasto; sabe corretear por el suelo.

### Reproducción
Durante el período reproductivo, los machos se exhiben en vuelos espectaculares sobre áreas abiertas; son más gregarios cuando no están reproduciendo. Nidifican entre totorales o cardos que bordean bañados o pantanos; en octubre o principios de noviembre construyen un nido amplio y profundo con forma de tazón, fabricado con pastos secos y juncos, forrado con lana o plumas y muy bien escondido. La postura es de tres huevos (rara vez dos), de color blanco cremoso con manchitas rufas a café oscuro, que miden 23 x 17 mm.

## Sistemática

### Descripción original
La especie H. perspicillatus fue descrita por primera vez por el naturalista alemán Johann Friedrich Gmelin en 1789 bajo el nombre científico Motacilla perspicillata; la localidad tipo es «Montevideo, Uruguay».
El género Hymenops fue descrito por el naturalista francés René Primevère Lesson en 1828.

### Etimología
El nombre genérico masculino «Hymenops» se compone de las palabras del griego «humēn, humenos» que significa ‘piel’, ‘membrana’, y «ōps, ōpos» que significa ‘ojo’; y el nombre de la especie «perspicillatus» en latín moderno significa ‘con anteojos’.

### Taxonomía

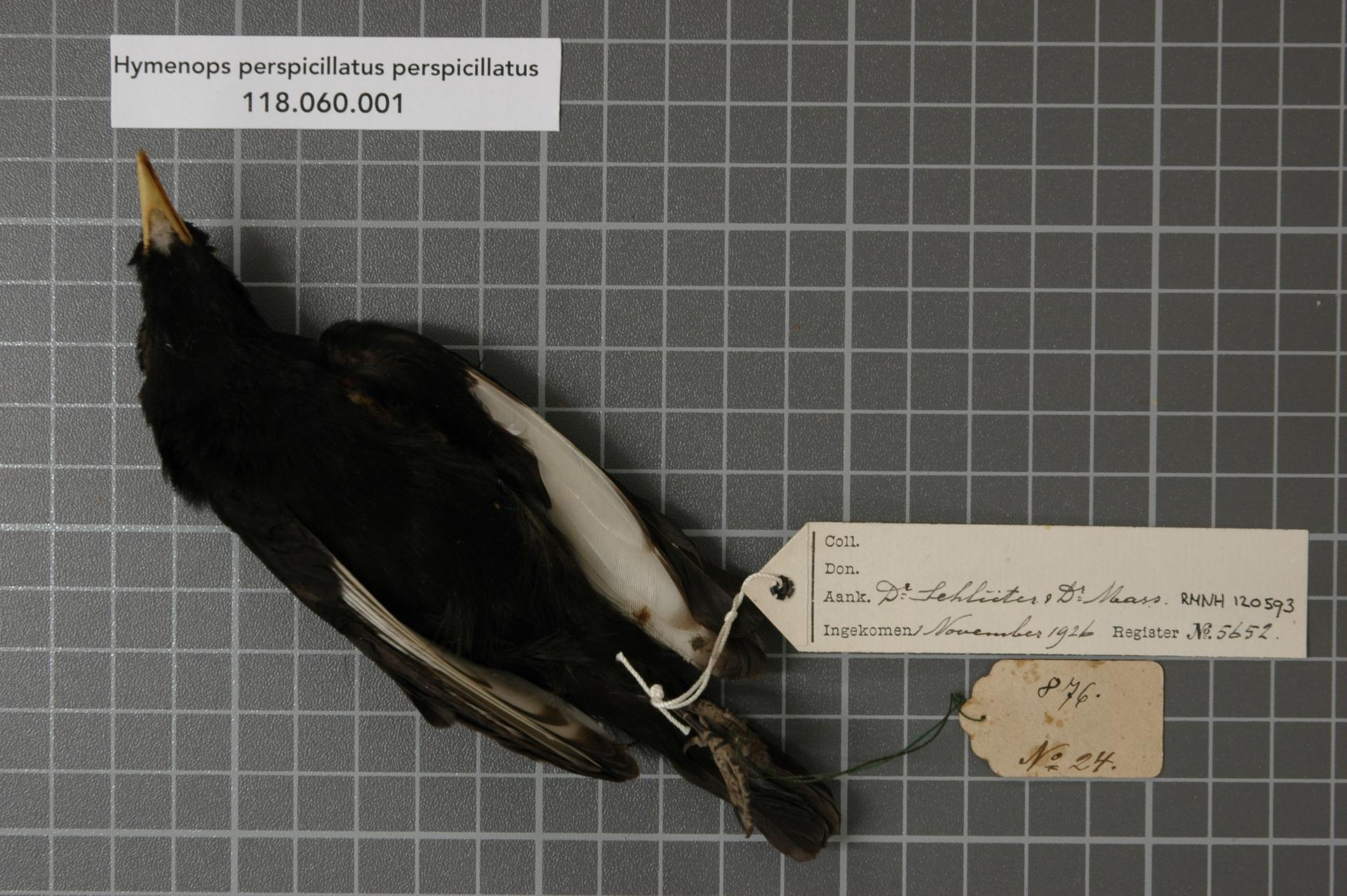
Espécimen preservado de Hymenops perspicillatus perspicillatus, la mancha blanca de las plumas remeras es visible incluso en reposo.

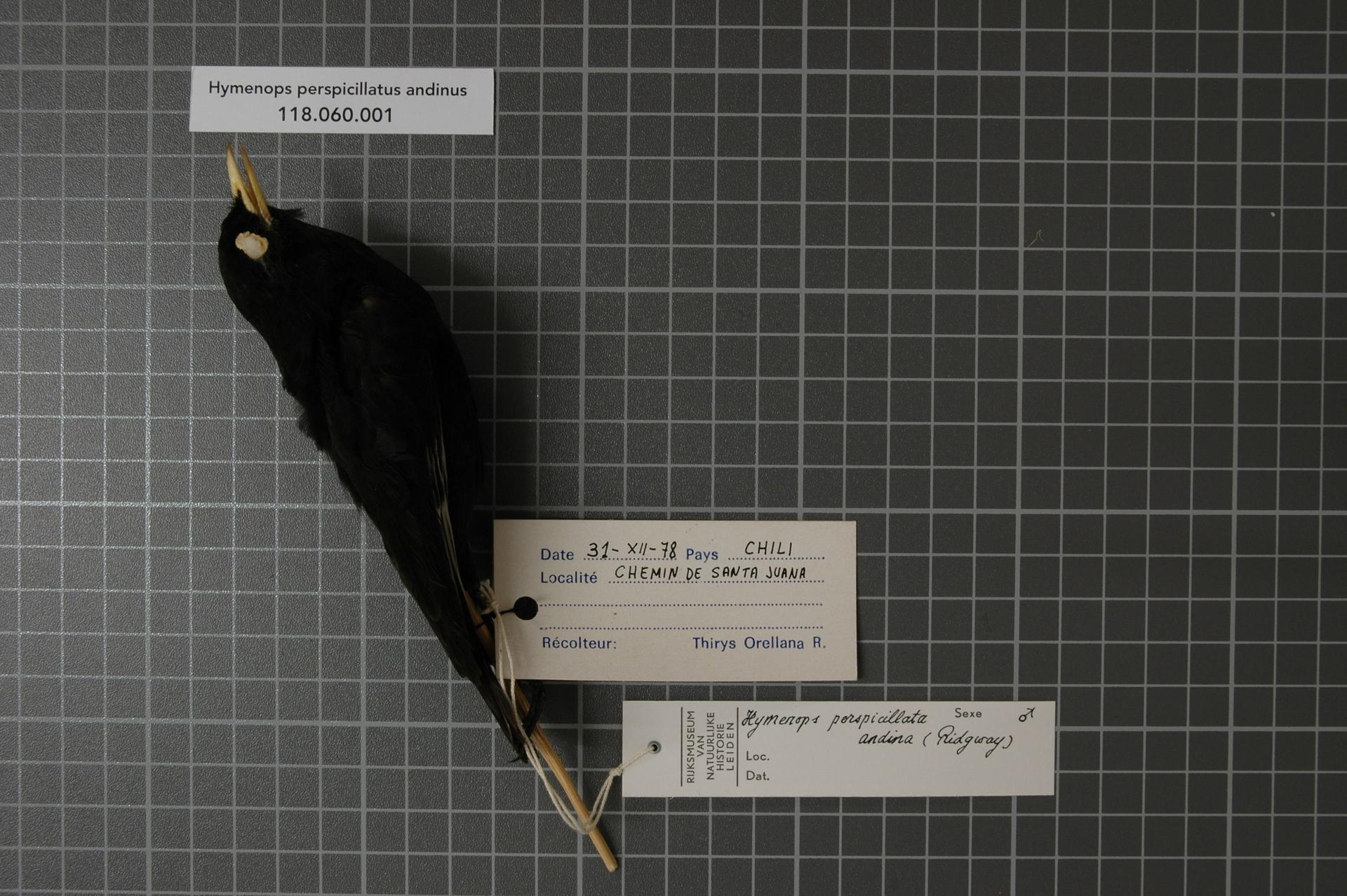
Espécimen preservado de Hymenops perspicillatus andinus, los bordes blancos de las alas son casi inapreciables, solo son visibles en vuelo.

Anteriormente fue colocada en un género Lichenops, pero el presente tiene prioridad.
Los amplios estudios genético-moleculares realizados por Tello et al. (2009) descubrieron una cantidad de relaciones novedosas dentro de la familia Tyrannidae que todavía no están reflejadas en la mayoría de las clasificaciones. Siguiendo estos estudios, Ohlson et al. (2013) propusieron dividir Tyrannidae en cinco familias. Según el ordenamiento propuesto, Hymenops permanece en Tyrannidae, en una subfamilia Fluvicolinae Swainson, 1832-33, en una nueva tribu Xolmiini Tello, Moyle, Marchese & Cracraft, 2009, junto a Agriornis, Lessonia, Muscisaxicola, Satrapa, Xolmis, Cnemarchus, Polioxolmis, Knipolegus, Neoxolmis y Myiotheretes.

### Subespecies
Según las clasificaciones del Congreso Ornitológico Internacional (IOC) y Clements Checklist v.2017, se reconocen dos subespecies, con su correspondiente distribución geográfica:
- Hymenops perspicillatus perspicillatus (Gmelin, 1789) - extremo sur de Brasil, Paraguay y Uruguay hacia el sur en tierras bajas hasta el centro sur de Argentina (Río Negro); inviernos en Paraguay, centro de Bolivia y sur de Brasil.
- Hymenops perspicillatus andinus (Ridgway, 1879) - nidifica en el centro de Chile (Atacama al sur hasta Los Lagos) y sur de Argentina (oeste de Río Negro, Chubut, norte de Santa Cruz); inviernos en el norte de Argentina.